# Da'Shonte Riley
Da’Shonte Jamal Riley (Detroit, Michigan, 30 de enero de 1991) es un baloncestista estadounidense que actualmente se encuentra sin equipo. Con 2,13 metros de estatura, juega en la posición de pívot.

## Trayectoria deportiva

### Universidad
Jugó una temporada en los Syracuse de la Universidad de Syracuse, en la que promedió 1,4 puntos y 1,5 rebotes por partido. La temporada siguiente se la perdió entera debido a una lesión, siendo transferido posteriormente a los Eagles de la Universidad de Míchigan Oriental, donde jugó tres temporadas más, en las que promedió 4,1 puntos, 5,7 rebotes y 2,1 tapones por partido. En 2014 fue elegido Jugador Defensivo del Año de la Mid American Conference.

### Profesional
Tras no ser elegido en el Draft de la NBA de 2014, fichó por el KK Mornar Bar de la Liga de Montenegro. Al año siguiente fue elegido por los Idaho Stampede en la cuarta ronda del Draft de la NBA D-League, donde jugó una temporada en la que promedió 3,2 puntos, 3,2 rebotes y 1,3 tapones por partido.
En la temporada 2016-17 se comprometió con los Salt Lake City Stars.